# Coupe de France de football 1957-1958
Navigation
Coupe de France 1956-1957 Coupe de France 1958-1959
L'édition 1957-1958 de la Coupe de France est la 41e édition de la Coupe de France de football. Celle-ci est remportée par le Stade de Reims.
C'est la deuxième Coupe de France remportée par le club champenois.

## Trente-deuxièmes de finale
| Division        | Club                     | Score      | Club                         | Division        |
| --------------- | ------------------------ | ---------- | ---------------------------- | --------------- |
| Division 1 (D1) | Olympique alésien        | 2 - 0      | FC Gueugnon                  | CFA (D3)        |
| Division 1 (D1) | Nîmes Olympique          | 5 - 1      | US Blanzy-Montceau-les-Mines | CFA (D3)        |
| Division 1 (D1) | RC Paris                 | 6 - 1      | Stade quimpérois             | DH (D4)         |
| Division 1 (D1) | Stade de Reims           | 4 - 0      | ES Bully-les-Mines           | DH (D4)         |
| Division 2 (D2) | Stade rennais UC         | 1 - 1 a.p. | GS d'Alger                   | DH Alger (D4)   |
| Division 2 (D2) | CO Roubaix-Tourcoing     | 2 - 2 a.p. | Stade français FC            | Division 2 (D2) |
| Division 2 (D2) | FC Rouen                 | 4 - 2      | US Valenciennes-Anzin        | Division 1 (D1) |
| Division 1 (D1) | AS Saint-Étienne         | 5 - 3 a.p. | SO Merlebach                 | CFA (D3)        |
| Division 2 (D2) | FC Sète                  | 4 - 2 a.p. | Olympique de Marseille       | Division 1 (D1) |
| Division 1 (D1) | FC Sochaux-Montbéliard   | 4 - 1      | JS Audun-le-Tiche            | DH (D4)         |
| Division 2 (D2) | RC Strasbourg            | 3 - 1      | AS Hautmont                  | DH (D4)         |
| Division 2 (D2) | SC Toulon                | 2 - 1      | AS Aix-en-Provence           | Division 2 (D2) |
| CFA (D3)        | Jeunesse villenavaise    | 3 - 2      | Toulouse FC                  | Division 1 (D1) |
| Division 2 (D2) | SO Montpellier           | 3 - 2      | OGC Nice                     | Division 1 (D1) |
| Division 1 (D1) | AS Monaco FC             | 7 - 2      | US Graissessac               | CFA (D3)        |
| Division 1 (D1) | Angers SCO               | 4 - 0      | Stade briochin               | DH (D4)         |
| Division 2 (D2) | RCFC Besançon            | 2 - 0      | FC Metz                      | Division 1 (D1) |
| Division 1 (D1) | AS Béziers               | 5 - 1      | CA Vitry-sur-Seine           | DH (D4)         |
| Division 2 (D2) | AS Troyes-Savinienne     | 3 - 0      | COC Chambly                  | DH (D4)         |
| DH (D4)         | CS Fontainebleau         | 3 - 1      | FC Grenoble                  | Division 2 (D2) |
| Division 2 (D2) | Le Havre AC              | 2 - 0      | US Boulogne-sur-Mer          | DH (D4)         |
| Division 1 (D1) | RC Lens                  | 7 - 0      | AC Cambrai                   | DH (D4)         |
| Division 1 (D1) | Olympique lyonnais       | 3 - 1      | CS Blénod                    | DH (D4)         |
| Division 1 (D1) | Lille OSC                | 2 - 1      | US Quevilly                  | DH (D4)         |
| DH (D4)         | ROS Menton               | 1 - 0      | AS Cannes                    | Division 2 (D2) |
| Division 2 (D2) | Limoges FC               | 6 - 0      | Véloce vannetais             | DH (D4)         |
| CFA (D3)        | FC Mulhouse 1893         | 5 - 2      | AS Mulhouse                  | DH (D4)         |
| CFA (D3)        | Stade ruthénois          | 3 - 1      | EF Bergerac                  | PH (D5)         |
| CFA (D3)        | AS Cherbourg-Stella      | 2 - 0      | USO Drocourt                 | PH (D5)         |
| PH (D5)         | CO Roche-la-Molière      | 1 - 0      | Hyères FC                    | PH (D5)         |
| Division 1 (D1) | UA Sedan-Torcy           | 3 - 0      | Red Star OA                  | Division 2 (D2) |
| Division 2 (D2) | FC Girondins de Bordeaux | 3 - 0      | FC Nantes                    | Division 2 (D2) |
| Matches rejoués |                          |            |                              |                 |
| Division 2 (D2) | Stade rennais UC         | 1 - 0      | GS d'Alger                   | DH Alger (D4)   |
| Division 2 (D2) | CO Roubaix-Tourcoing     | 6 - 1      | Stade français FC            | Division 2 (D2) |

## Seizièmes de finale
| Division                 | Club                     | Score      | Club                   | Division        |
| ------------------------ | ------------------------ | ---------- | ---------------------- | --------------- |
| Division 1 (D1)          | Olympique alésien        | 4 - 1      | ROS Menton             | DH (D4)         |
| Division 2 (D2)          | SC Toulon                | 2 - 1      | FC Sochaux-Montbéliard | Division 1 (D1) |
| Division 2 (D2)          | RC Strasbourg            | 3 - 1      | AS Troyes-Savinienne   | Division 2 (D2) |
| Division 2 (D2)          | FC Sète                  | 3 - 1      | AS Saint-Étienne       | Division 1 (D1) |
| Division 2 (D2)          | FC Rouen                 | 1 - 1 a.p. | AS Béziers             | Division 1 (D1) |
| Division 2 (D2)          | CO Roubaix-Tourcoing     | 4 - 1      | Stade ruthénois        | CFA (D3)        |
| Division 1 (D1)          | Stade de Reims           | 2 - 2 a.p. | Limoges FC             | Division 2 (D2) |
| Division 1 (D1)          | RC Paris                 | 2 - 1      | UA Sedan-Torcy         | Division 1 (D1) |
| Division 1 (D1)          | Nîmes Olympique          | 3 - 1      | SO Montpellier         | Division 2 (D2) |
| CFA (D3)                 | FC Mulhouse 1893         | 2 - 1      | Jeunesse villenavaise  | CFA (D3)        |
| Division 2 (D2)          | RCFC Besançon            | 0 - 0 a.p. | Stade rennais UC       | Division 2 (D2) |
| Division 2 (D2)          | FC Girondins de Bordeaux | 5 - 1      | Angers SCO             | Division 1 (D1) |
| Division 2 (D2)          | Le Havre AC              | 2 - 2 a.p. | AS Cherbourg-Stella    | CFA (D3)        |
| Division 1 (D1)          | RC Lens                  | 4 - 2      | CS Fontainebleau       | DH (D4)         |
| Division 1 (D1)          | Olympique lyonnais       | 2 - 1      | Lille OSC              | Division 1 (D1) |
| Division 1 (D1)          | AS Monaco FC             | 5 - 0      | CO Roche-la-Molière    | PH (D5)         |
| Matches rejoués          |                          |            |                        |                 |
| Division 2 (D2)          | FC Rouen                 | 2 - 1      | AS Béziers             | Division 1 (D1) |
| Division 1 (D1)          | Stade de Reims           | 5 - 2      | Limoges FC             | Division 2 (D2) |
| Division 2 (D2)          | RCFC Besançon            | 1 - 1 a.p. | Stade rennais UC       | Division 2 (D2) |
| Division 2 (D2)          | Le Havre AC              | 3 - 0      | AS Cherbourg-Stella    | CFA (D3)        |
| Match rejoué une 3e fois |                          |            |                        |                 |
| Division 2 (D2)          | RCFC Besançon            | 2 - 0      | Stade rennais UC       | Division 2 (D2) |

### Matches rejoués
| Division        | Club           | Score      | Club                | Division        |
| --------------- | -------------- | ---------- | ------------------- | --------------- |
| Division 2 (D2) | FC Rouen       | 2 - 1      | AS Béziers          | Division 1 (D1) |
| Division 1 (D1) | Stade de Reims | 5 - 2      | Limoges FC          | Division 2 (D2) |
| Division 2 (D2) | RCFC Besançon  | 1 - 1 a.p. | Stade rennais UC    | Division 2 (D2) |
| Division 2 (D2) | Le Havre AC    | 3 - 0      | AS Cherbourg-Stella | CFA (D3)        |

## Huitièmes de finale
| Division        | Club                     | Score      | Club               | Division        |
| --------------- | ------------------------ | ---------- | ------------------ | --------------- |
| Division 2 (D2) | FC Girondins de Bordeaux | 1 - 0      | RC Paris           | Division 1 (D1) |
| Division 1 (D1) | RC Lens                  | 3 - 2      | Le Havre AC        | Division 2 (D2) |
| Division 1 (D1) | AS Monaco FC             | 3 - 0      | SC Toulon          | Division 2 (D2) |
| Division 1 (D1) | Nîmes Olympique          | 2 - 0      | FC Mulhouse 1893   | CFA (D3)        |
| Division 1 (D1) | Stade de Reims           | 2 - 0      | Olympique lyonnais | Division 1 (D1) |
| Division 2 (D2) | CO Roubaix-Tourcoing     | 2 - 1      | RCFC Besançon      | Division 2 (D2) |
| Division 2 (D2) | FC Sète                  | 1 - 1 a.p. | Olympique alésien  | Division 1 (D1) |
| Division 2 (D2) | RC Strasbourg            | 2 - 1      | FC Rouen           | Division 2 (D2) |
| Match rejoué    |                          |            |                    |                 |
| Division 2 (D2) | FC Sète                  | 1 - 0      | Olympique alésien  | Division 1      |

## Quarts de finale
| Division        | Club            | Score | Club                     | Division        |
| --------------- | --------------- | ----- | ------------------------ | --------------- |
| Division 1 (D1) | RC Lens         | 1 - 0 | FC Girondins de Bordeaux | Division 2 (D2) |
| Division 1 (D1) | AS Monaco FC    | 2 - 1 | RC Strasbourg            | Division 2 (D2) |
| Division 1 (D1) | Nîmes Olympique | 2 - 0 | FC Sète                  | Division 2 (D2) |
| Division 1 (D1) | Stade de Reims  | 7 - 4 | CO Roubaix-Tourcoing     | Division 2 (D2) |

## Demi-finale
| Division        | Club            | Score | Club         | Division        |
| --------------- | --------------- | ----- | ------------ | --------------- |
| Division 1 (D1) | Stade de Reims  | 2 - 1 | RC Lens      | Division 1 (D1) |
| Division 1 (D1) | Nîmes Olympique | 2 - 1 | AS Monaco FC | Division 1 (D1) |

## Finale
| Entraîneur :   |
| Albert Batteux |

| Entraîneur : |
| Kader Firoud |

| Entraîneur :   |
| Albert Batteux |

| Entraîneur : |
| Kader Firoud |

## Nombre d'équipes par division et par tour
| Divisions / Manches | 1/32 de finale | 1/16 de finale | 1/8 de finale | 1/4 de finale | 1/2 finales | Finale | Vainqueur |
| ------------------- | -------------- | -------------- | ------------- | ------------- | ----------- | ------ | --------- |
| Division 1          | 18             | 13             | 7             | 4             | 4           | 2      | 1         |
| Division 2          | 18             | 12             | 8             | 4             | -           | -      | -         |
| CFA                 | 8              | 4              | 1             | -             | -           | -      | -         |
| DH                  | 16             | 2              | -             | -             | -           | -      | -         |
| PH                  | 4              | 1              | -             | -             | -           | -      | -         |
| Total               | 64             | 32             | 16            | 8             | 4           | 2      | 1         |